# Ogranicznik (programowanie)
Ogranicznik – w programowaniu element składni określonego języka programowania, służący do wyodrębniania w kodzie źródłowym określonego elementu: jednostki leksykalnej, instrukcji lub bloku.

## Funkcje ogranicznika
Ogranicznik jest elementem składni konkretnego języka programowania umożliwiającym wyodrębnianie z kodu źródłowego, który jest na podstawowym poziomie ciągiem znaków alfabetu danego języka, pewnych elementów lub bloków, mających zdefiniowane w języku znaczenie i interpretację. Ogranicznik może być separatorem lub ogranicznikiem o funkcji wyodrębniania jednostek tekstu uszeregowanych na wyższym poziomie abstrakcji niż pojedyncza jednostka leksykalna, wyodrębniając takie elementy jak instrukcje proste, złożone czy bloki, sekcje, moduły itp., a także jednostek leksykalnych złożonych.
Obrazowo, w dużym uproszczeniu można rolę ograniczników porównać do nawiasów lub znaków interpunkcyjnych i akapitów.

## Rodzaje ograniczników
Można wyróżnić następujące rodzaje ograniczników:
- separator
- ogranicznik instrukcji
  - separator instrukcji
  - terminator instrukcji
  - ograniczniki instrukcji blokowych
  - ograniczniki bloków
- ogranicznik literału złożonego
- ogranicznik specyfikacji parametrów i argumentów
- ogranicznik specyfikacji indeksów
- ogranicznik komentarzy
- nawiasy w wrażeniach

Występowanie, bądź nie, danego ogranicznika w określonym języku programowania zależy od specyfiki składni rozpatrywanego języka.

## Ograniczniki

### Separator
Separatory to rodzaj ograniczników rozdzielających jednostki leksykalne. Typowym przykładem separatorów są białe znaki jak spacja, znaki nowej linii, tabulacja itp.

### Ograniczniki instrukcji
Ograniczniki instrukcji służą do wyodrębniania większych jednostek – zdań języka programowania – zapisanych w kodzie źródłowym. Do wyodrębniania instrukcji prostych stosuje się zwykle jedno z dwu rozwiązań:
separator instrukcjitj. taki ogranicznik, który rozdziela dwie instrukcje, nie ma więc potrzeby stosować separatora po ostatniej instrukcji w ciągu,
terminator instrukcjitj. taki organicznik, który zamyka instrukcję i musi wystąpić po każdej instrukcji.
Do wyodrębniania instrukcji złożonych służą specjalne symbole lub słowa kluczowe:
- otwierające instrukcję blokową – np. { w języku C[1][2][3][4], begin w języku Pascal[5][6][7], Modula-2[8];
- zamykające instrukcję blokową – np. } w języku C[1][2][3][4], end w języku Pascal[5][6][7], Modula-2[8].

Ograniczniki bloków wyznaczają największe części kodu jak cały program, moduł, podprogram, pakiet i inne specyficzne dla określonego języka, np. moduł  w Turbo Pascal : unit .. end.; słowo (podprogram) w Forth : : .. ;; w Lisp: ( .. ) .

### Ogranicznik literału złożonego
Literały złożone składają się w typowym przypadku, z ciągu pewnych literałów prostych. Początek takiego ciągu wyznacza ogranicznik otwierający, a koniec organicznik zamykający. Specyfika danego literału decyduje o tym czy w takim ciągu – liście literałów prostych wymagane jest stosowanie separatorów listy, czy też nie:
ograniczniki literałów łańcuchowych np. cudzysłów " w języku C, apostrof ' w języku Pascal,
ograniczniki literałów tablicowych np. ( ) w języku Visual Basic, VBA,
ograniczniki literałów zespolonych np. ( ) w języki Fortran 77,
ograniczniki literałów zbiorowych np. [ ] w języku Pascal, { } w języku Modula 2,
ograniczniki literałów rekordowychnp. ( ) w języku Pascal,
ograniczniki listnp. [ ] w języku Turbo Prolog.

### Ogranicznik specyfikacji parametrów i argumentów
Specyfikacja parametrów występuje w nagłówku lub prototypie podprogramu, natomiast argumentów w instrukcji wywołania lub w wywołaniu funkcji w wyrażeniu, po identyfikatorze podprogramu. Najczęściej dla obu specyfikacji stosuje się te same ograniczniki w postaci nawiasów okrągłych ( ..), np. write('wynik=',result);

### Ogranicznik specyfikacji indeksów
Ograniczniki specyfikacji indeksów dla struktur takich jak tablice, listy itp., zapisuje się zwykle po identyfikatorze danej struktury, ujęte w odpowiednie nawiasy. Do najczęściej stosowanych rozwiązań należą:
nawiasy kwadratowe [ ]np. C, Pascal
nawiasy okrągłe ( )np. Visual Basic, VBA
W niektórych językach czy systemach obliczeniowych, stosuje się inne nietypowe rozwiązania, np.
nawiasy kątowe < >np. Snobol.

### Ogranicznik komentarzy
Komentarze zapisywane są w zależności od  rodzaju komentarzy zastosowanych w języku, albo jako komentarze blokowe, które wymagają symbolu otwierającego (np. /* w języku C, C++, PL/I; { w języku Pascal) i symbolu zamykającego (np. */ w języku C, C++, PL/I; } w języku Pascal), albo jako komentarze liniowe w którym ograniczniki otwierające zapisuje się w postaci symbolu (np. // w C++), a koniec komentarza jako znak nowej linii.

### Nawiasy w wrażeniach
Większość uniwersalnych języków programowania umożliwia zapis wyrażeń w postaci wrostkowej. Taka forma notacji wymaga użycia nawiasów do wymuszenia prawidłowej kolejności obliczeń. Najczęściej nawiasy są zapisywane w postaci typowej dla notacji matematycznej tzn. za pomocą znaków: otwierającego ( i zamykającego ). Nawiasy zagnieżdżone mają identyczną formę i nie stosuje się różnicowania graficznego zapisu nawiasów wewnętrznych.